# Amphiprion melanopus

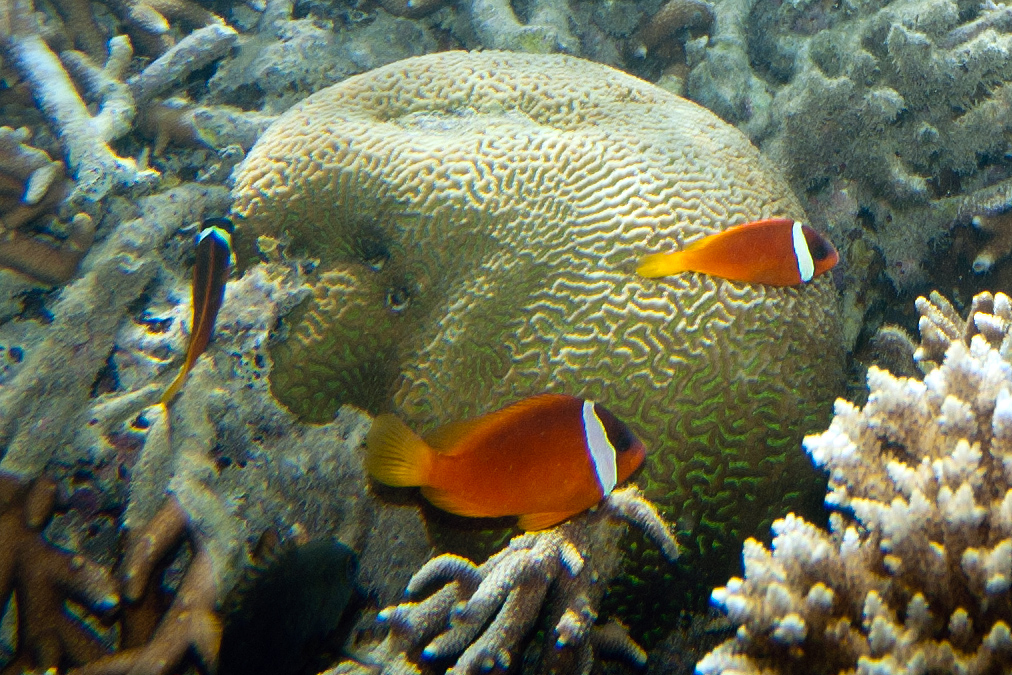
Pareja de A. melanopus pasando junto a Symphyllia recta, isla Wakaya, Fiyi

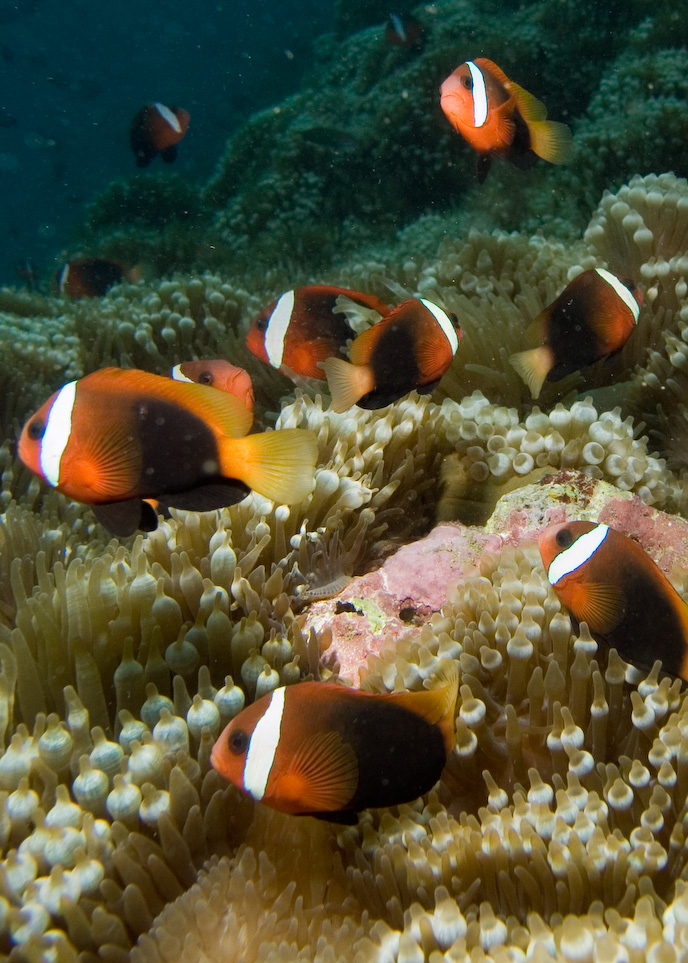
Grupo de A. melanopus en la costa norte de Timor Este

El pez payaso canela (Amphiprion melanopus) es una especie de peces de la familia Pomacentridae.
Pertenecen a los denominados peces payaso, o peces anémona, y viven en una relación mutualista con anémonas Entacmaea quadricolor usualmente, Heteractis crispa ocasionalmente y Heteractis magnifica raramente.

## Morfología
Presenta una coloración naranja a rojo en la cabeza y el cuerpo, con una franja blanca azulada, vertical, en la cabeza, que desciende detrás del ojo. La espalda y la parte posterior del cuerpo se oscurece en ejemplares adultos. Las aletas también son naranjas, salvo las ventrales, que son negras. Los juveniles son rojos, con dos bandas verticales adicionales, que pierden posteriormente.
Cuenta con 10 espinas y 16-18 radios blandos dorsales; 2 espinas y 13-14 radios blandos anales.
Alcanzan la madurez con 1.7 años y entre 4,5 - 5,5 cm de longitud.
Las hembras pueden llegar a alcanzar los 12 cm de longitud total.

## Reproducción
Es  monógamo y hermafrodita secuencial protándrico, esto significa que todos los alevines son machos, y que tienen la facultad de convertirse en hembras, cuando la situación jerárquica en el grupo lo permite, siendo el ejemplar mayor del clan el que se convierte en la hembra dominante, ya que se organizan en matriarcados.
Su género es algo fácil de identificar, ya que la hembra, teóricamente es la más grande del clan. Cuando ésta muere, el pequeño macho dominante se convierte en una hembra. 
Son desovadores bénticos. Los huevos son demersales, de forma elíptica, y adheridos al sustrato. La reproducción se produce en cuanto comienza a elevarse la temperatura del agua, aunque, como habitan en aguas tropicales, se pueden reproducir casi todo el año. El macho prepara el lugar de la puesta, en un sustrato duro en la base de una anémona, y, tras realizar las maniobras del cortejo, espera a que la hembra fije los huevos allí, y los fertiliza. Posteriormente, agita sus aletas periódicamente para oxigenar los embriones, y elimina los que están en mal estado. Tras un periodo de 6-7 días, cuando los alevines se liberan, no reciben atención alguna de sus padres. Deambulan en aguas superficiales en fase larval durante 8 a 12 días, posteriormente descienden al fondo en busca de una anémona, y mutan a su coloración juvenil.

## Longevidad
Llega a vivir hasta los cinco años.

## Alimentación
Come copépodos  planctónicos, como Oithona sp o Tisbe furcata, ascidias, gusanos, y  algas bénticas, como Ceramium sp o Derbesia sp.

## Hábitat
Es un pez de mar de clima tropical (10°N-30°S), asociado a los  arrecifes de coral, que vive en lagunas y arrecifes exteriores. Su rango de profundidad es entre 1-18 metros.

## Depredadores
En las Islas Marshall es depredado por serránidos  Anyperodon leucogrammicus .

## Distribución geográfica
Se encuentra en el Océano Pacífico: Australia (Queensland), Islas Carolinas, sur de Filipinas, Fiyi, Guam, Indonesia (desde Bali hacia el este), Kiribati, Islas Marianas del Norte, Islas Marshall, Nueva Bretaña, Nueva Caledonia, Nueva Guinea, Palaos, Polinesia Francesa, Islas Salomón, Samoa, Islas de la Sociedad, Tonga, Vanuatu y Vietnam.

## Observaciones
Puede ser criado en cautividad.

## Galería

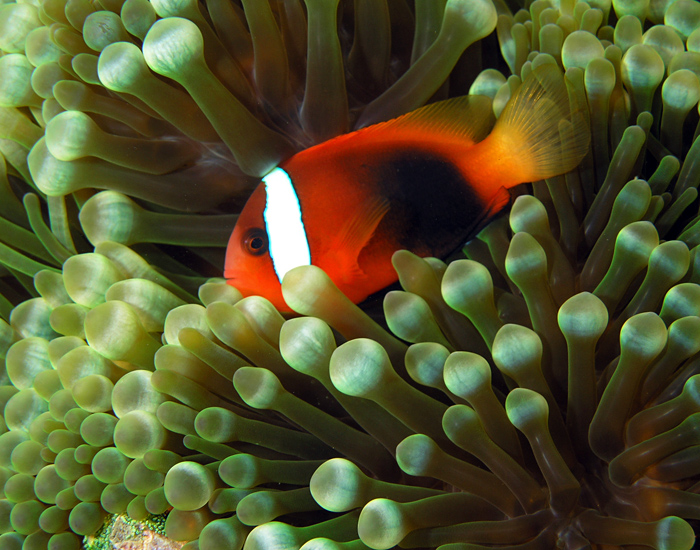
A. melanopus sobre Entacmaea quadricolor
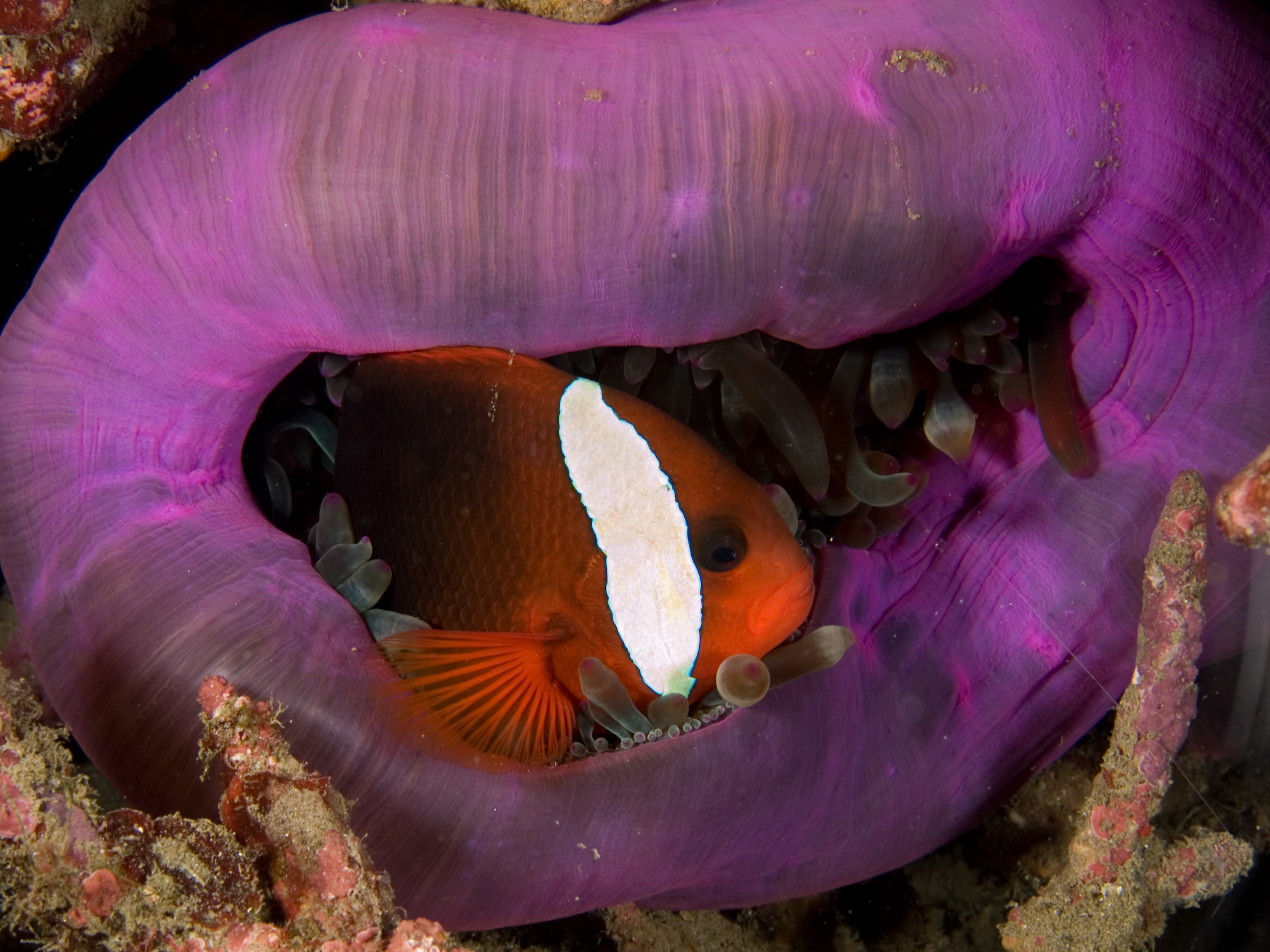
Amphiprion melanopus en Heteractis magnifica
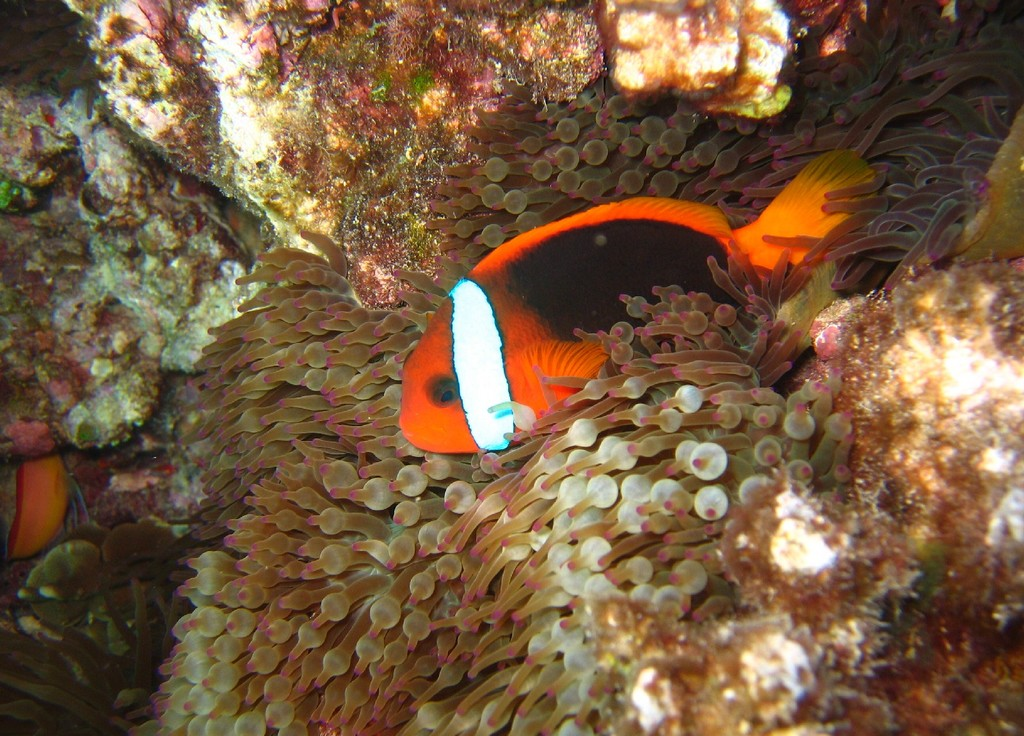
Amphiprion melanopus en Entacmaea quadricolor
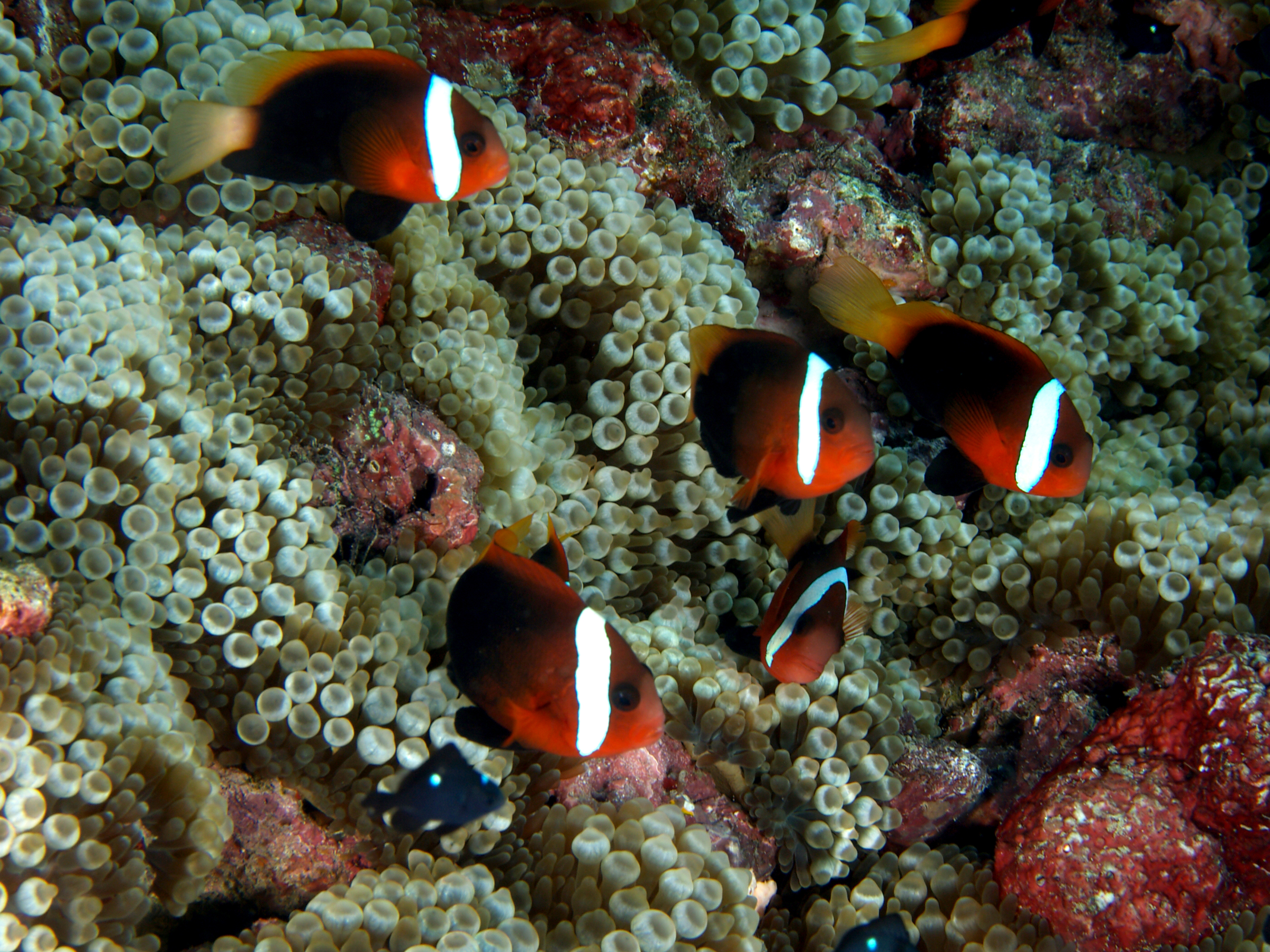
Grupo de A. melanopus sobre Entacmaea quadricolor en Timor Este
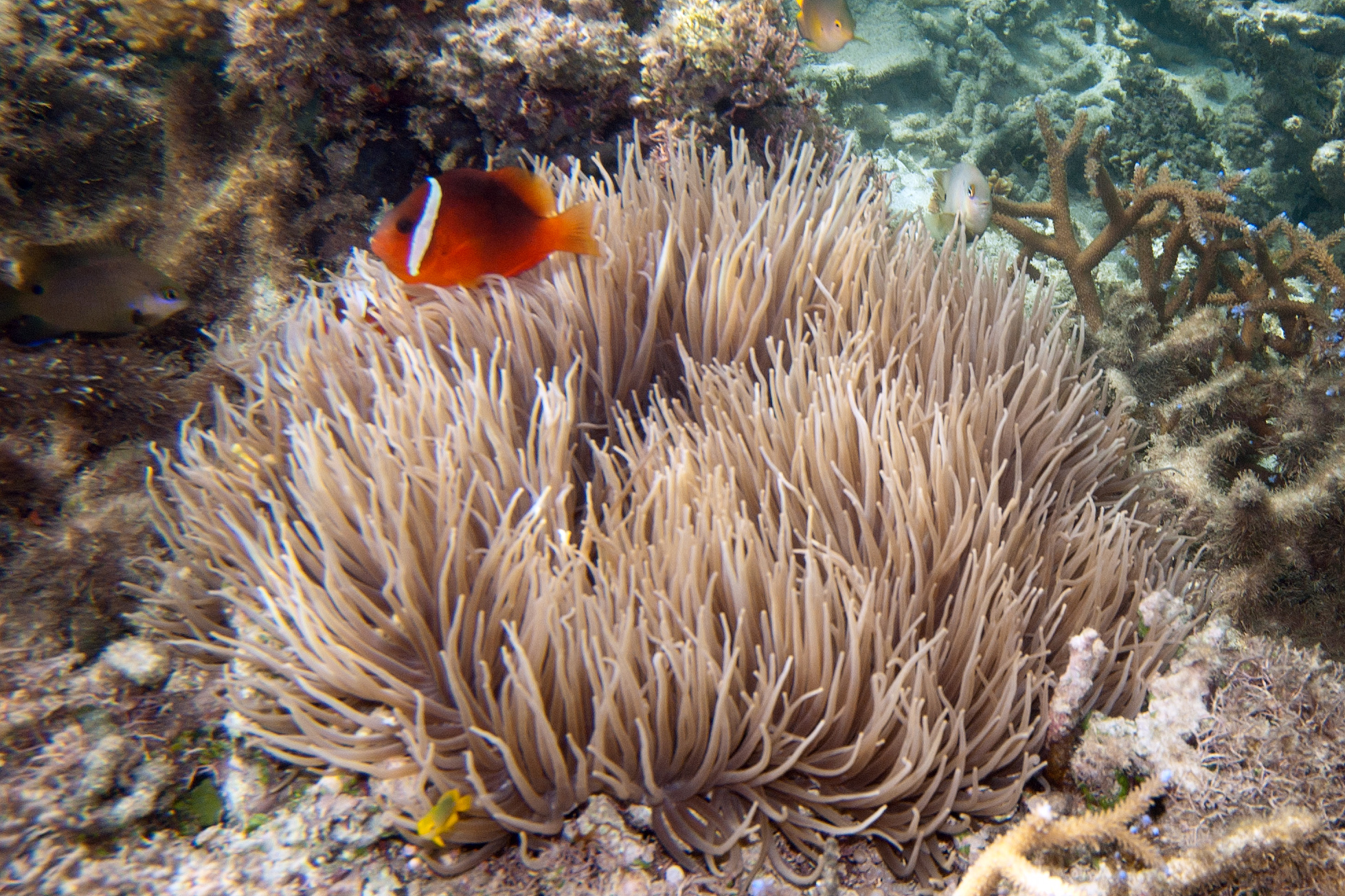
A. melanopus sobre Heteractis crispa
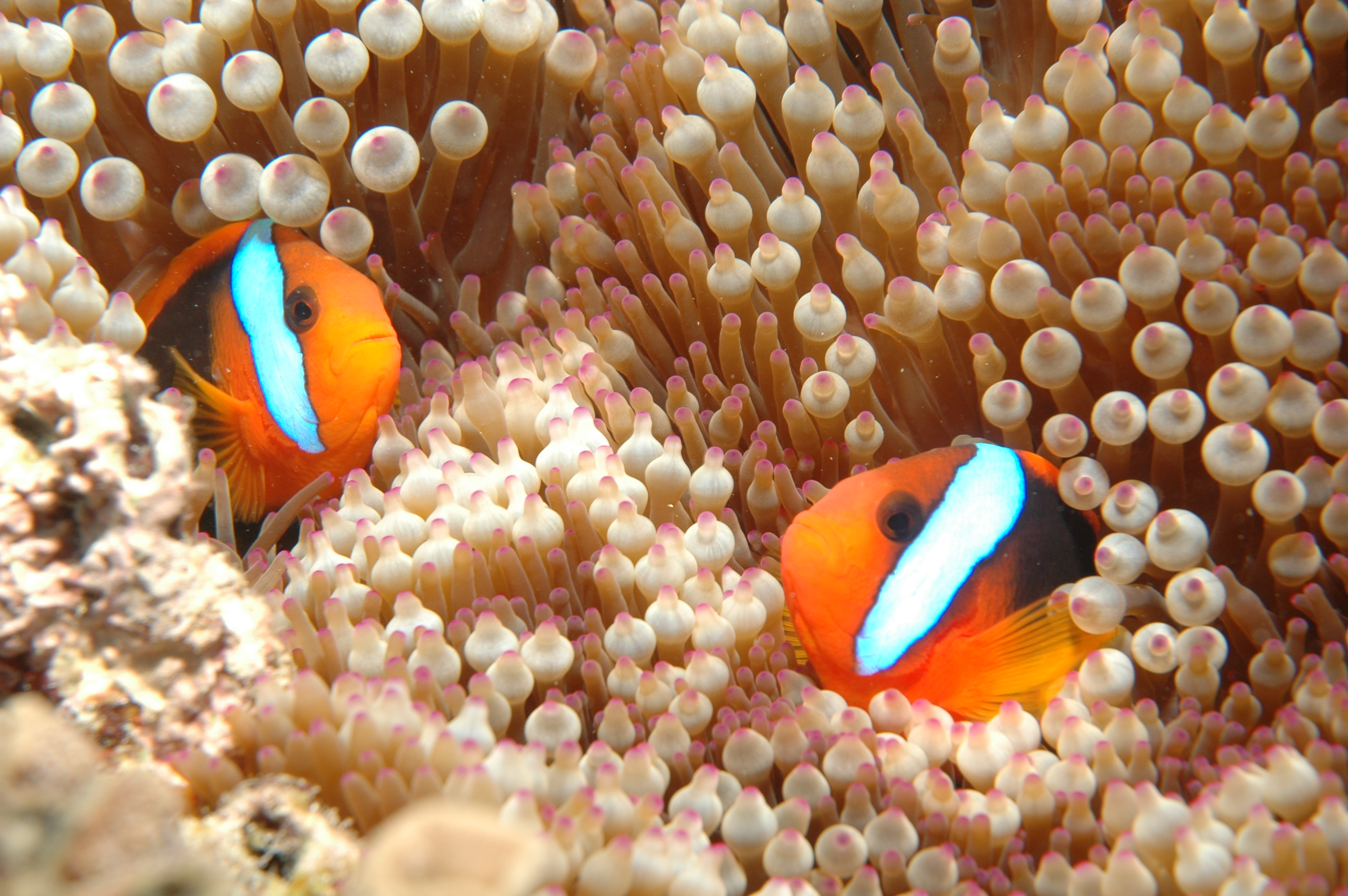
Pareja de A. melanopus sobre Entacmaea quadricolor en la Gran Barrera de Arrecifes, Cairns, Australia
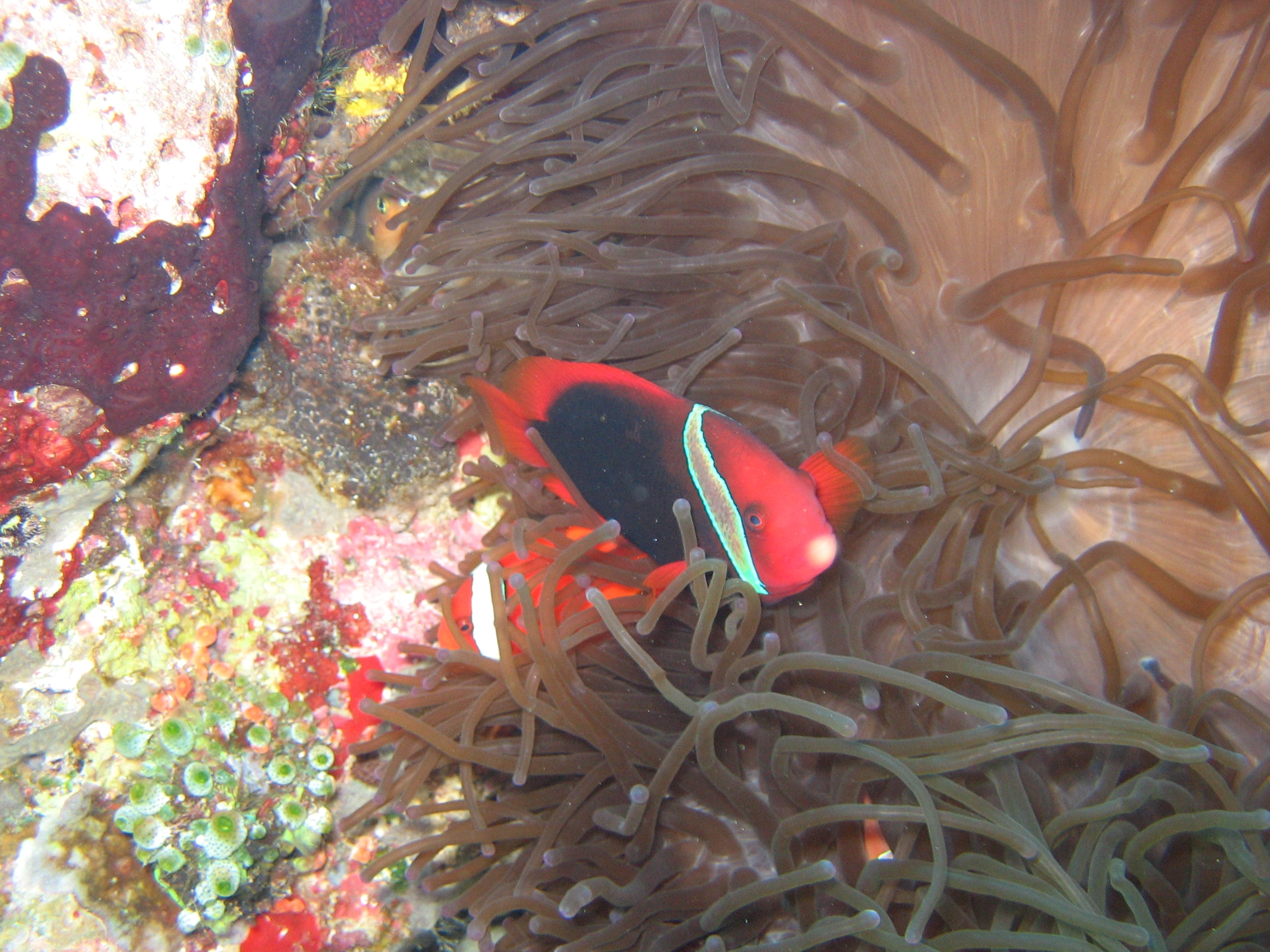
A. melanopus sobre Heteractis magnifica, Mindoro, Filipinas
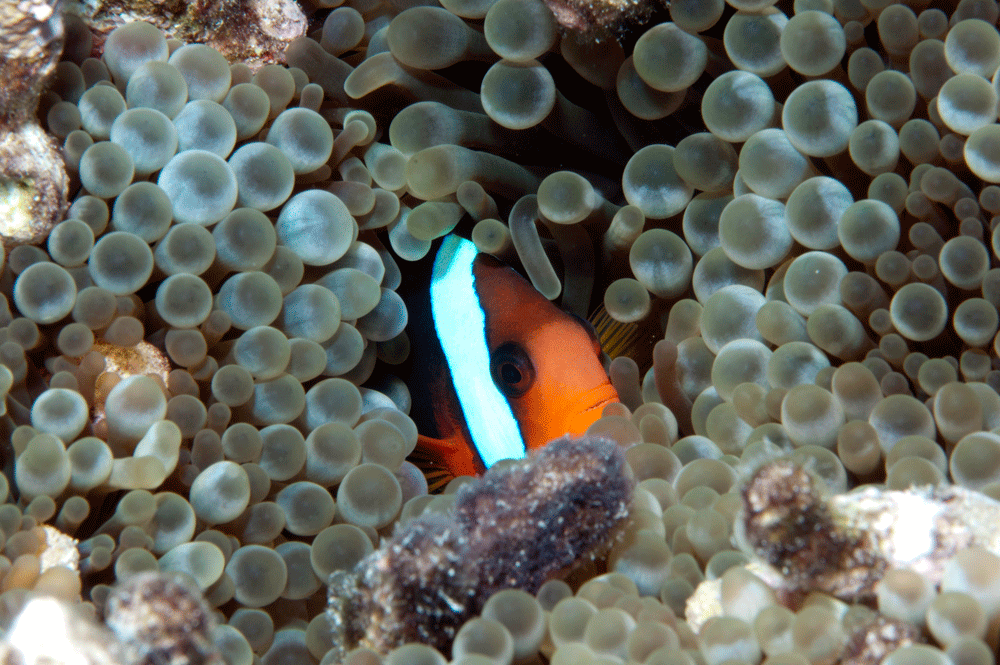
A. melanopus camuflado en Entacmaea quadricolor, Ribbon Reefs, Queensland, Australia
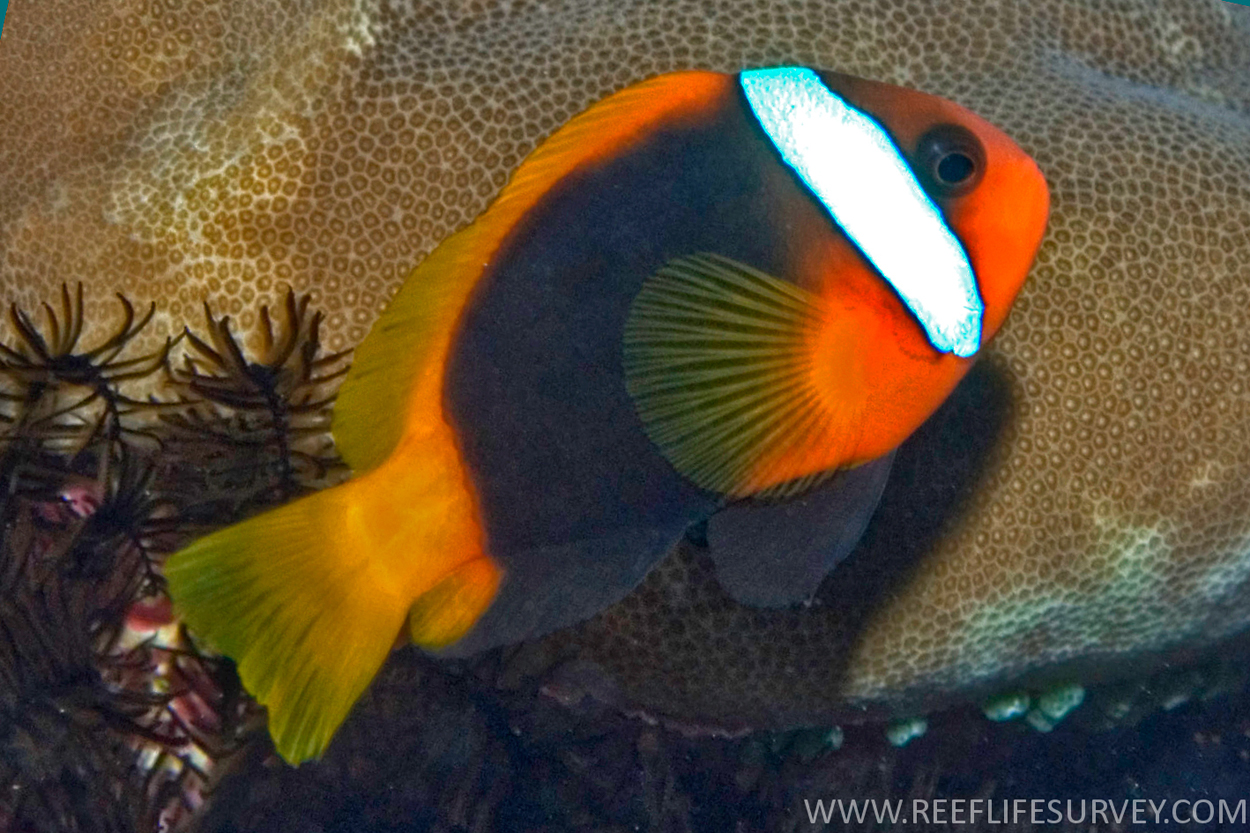
A. melanopus en Milne Reef, Gran Barrera de Arrecifes, Australia